# Saint-Gonnery
Saint-Gonnery (bret. Sant-Goneri) – miejscowość i gmina we Francji, w regionie Bretania, w departamencie Morbihan.
Według danych na rok 1990 gminę zamieszkiwało 865 osób, a gęstość zaludnienia wynosiła 53 osoby/km² (wśród 1269 gmin Bretanii Saint-Gonnery plasuje się na 631. miejscu pod względem liczby ludności, natomiast pod względem powierzchni na miejscu 617.).